# Antonio Fent
Antonio Fent (Treviso, 31 marzo 1988) è un giavellottista italiano, che ha rappresentato l'Italia alle Universiadi di Gwangju 2015.

## Biografia
A 13 anni (categoria Ragazzi) nel 2001 comincia a praticare atletica con l’Atletica Montebelluna Veneto Banca. Nel 2004 passa all’Atletica Becher Vittorio Veneto, poi diventata Jager Atletica Vittorio Veneto (divenuta poi Jager Atletica Vittorio Veneto, dove è rimasto fino al 2011). Dal 2009 gareggia per i Carabinieri e dal 2012 ha il doppio tesseramento per la Silca Ultralite Vittorio Veneto.
Ai campionati italiani cadetti di Orvieto nel 2003 diventa vicecampione nazionale nel lancio del disco.
Nel 2006 arriva quinto ai campionati italiani juniores sia nel getto del peso indoor che nel lancio del giavellotto.
Vince due medaglie d'argento nel giavellotto durante il 2007: ai campionati nazionali invernali di lanci (categoria juniores) ed agli italiani di categoria col nuovo primato personale di 64,29 m (quinto nel peso).

Partecipa agli assoluti di Padova dove chiude in 19ª posizione.
Nel corso dell'annata sportiva 2008 vince tre, tutte di metallo diverso, nelle quattro finali disputate ai campionati italiani: oro agli invernali di lanci promesse, quarto ai nazionali universitari, argento agli italiani under 23 e bronzo agli assoluti di Cagliari col nuovo record personale di 70,04 m restando ad 8 cm dall’argento di Leonardo Gottardo (70,12 m).
Quattro le medaglie vinte ai campionati nazionali nel 2009: agli invernali di lanci bronzo tra gli assoluti ed argento promesse, argento ai nazionali universitari, bronzo agli italiani under 23 ed infine nono posto agli assoluti di Milano.
Un titolo e tanti piazzamenti in finale nei campionati italiani del 2010: oro ai nazionali universitari (con netto distacco su Stefano Nardini 66,88 m contro 63,99 m), sesto e quinto agli invernali di lanci rispettivamente tra gli assoluti e le promesse, quarto agli italiani under 23 e quinto agli assoluti di Grosseto.
Secondo titolo universitario di fila nel 2011 (con discreto margine sul secondo Giacomo Puccini, 69,01 m contro 67,62 m), mentre agli assoluti termina quarto e sesto agli invernali di lanci ed agli assoluti di Torino.
Anche nel 2012 ottiene due piazzamenti in finale agli assoluti, col 5º posto agli invernali di lanci ed il 6º agli assoluti di Bressanone.
Il 2013 lo vede diventare vicecampione assoluto a Milano col nuovo primato personale di 75,02 m e chiudere in quarta posizione agli invernali di lanci.
Il 16 marzo del 2014 fa il suo esordio con la maglia azzurra della Nazionale seniores a Leiria in Portogallo in occasione della Coppa Europa invernale di lanci che conclude al 16º posto in classifica.
Ai campionati italiani, secondo posto e conseguente medaglia d'argento tra gli assoluti agli invernali di lanci; quarto posto invece agli assoluti di Rovereto.
Nel luglio del 2015 partecipa alle Universiadi di Gwangju in Corea del Sud, non riuscendo ad accedere alla finale e fermandosi quindi nelle fasi di qualificazione.
Medaglia di bronzo agli invernali di lanci nel 2015 e quarta posizione agli assoluti di Torino.
Il 20 febbraio del 2016 vince il suo primo titolo nazionale assoluto a Lucca in occasione dei campionati italiani invernali di lanci e realizza anche il nuovo primato personale di poco inferiore ai 78 metri (esattamente 77,94 m), con ampio margine sul secondo classificato e campione uscente Norbert Bonvecchio (72,18 m).
Il 13 marzo gareggia nella Coppa Europa invernale di lanci svoltasi ad Arad in Romania, concludendo in sesta posizione.
Il 25 giugno agli assoluti di Rieti ottiene la medaglia di bronzo.
Nel biennio 2017-2018 si è laureato due volte vicecampione italiano assoluto (invernali di lanci a Rieti 2017 ed assoluti di Pescara 2018 col primato stagionale di 74,17 m), oltre vincere il bronzo agli assoluti di Trieste 2017.
Dal 2007 al 2018 è stato sempre finalista ai campionati italiani assoluti per 12 presenze consecutive; mentre agli assoluti invernali di lanci è stato sempre finalista per 10 edizioni di fila dal 2008 al 2017 (assente per infortunio nel 2018).
Dal 2008 al 2018 ha sempre chiuso nella top ten italiana stagionale: secondo 2013, terzo 2014-2016-2018 (stagione in corso), quarto 2015-2017, quinto 2011, sesto 2008-2012, settimo 2009-2010.
Il suo allenatore è Emanuele Serafin.

## Progressione

### Lancio del giavellotto
| Stagione | Misura  | Luogo      | Data      | Rank. Mond. |
| -------- | ------- | ---------- | --------- | ----------- |
| 2018     | 74,17 m | Pescara    | 8-9-2018  | -           |
| 2017     | 76,11 m | Conegliano | 16-6-2017 | -           |
| 2016     | 77,94 m | Lucca      | 20-2-2016 | -           |
| 2015     | 73,97 m | Savona     | 30-5-2015 | -           |
| 2014     | 75,99 m | Treviso    | 13-4-2014 | -           |
| 2013     | 75,02 m | Milano     | 27-7-2013 | -           |
| 2012     | 72,69 m | Conegliano | 6-6-2012  | -           |
| 2011     | 72,07 m | Foggia     | 1-5-2011  | -           |
| 2010     | 69,96 m | Pordenone  | 16-7-2010 | -           |
| 2009     | 70,08 m | Pescara    | 23-5-2009 | -           |
| 2008     | 70,04 m | Cagliari   | 20-7-2008 | -           |
| 2007     | 64,29 m | Bressanone | 16-6-2007 | -           |

## Palmarès
| Anno | Manifestazione | Sede    | Evento                 | Risultato | Prestazione | Note  |
| ---- | -------------- | ------- | ---------------------- | --------- | ----------- | ----- |
| 2015 | Universiadi    | Gwangju | Lancio del giavellotto | 14º (q)   | 70,20 m     | [ 3 ] |

## Campionati nazionali
- 1 volta campione assoluto agli invernali di lanci nel lancio del giavellotto (2016)
- 2 volte campione universitario nel lancio del giavellotto (2010, 2011)
- 1 volta campione promesse agli invernali di lanci nel lancio del giavellotto (2008)

2003
- Argento ai Campionati italiani cadetti e cadette, (Orvieto), Lancio del disco - 40,18 m[4]

2006
- 5º ai Campionati italiani allievi-juniores-promesse indoor, (Ancona), Getto del peso - 13,96 m[5]
- 5º ai Campionati italiani juniores e promesse, (Rieti), Lancio del giavellotto - 53,47 m[6]

2007
- Argento ai Campionati italiani invernali di lanci, (Bari), Lancio del giavellotto - 57,73 m (juniores)[7]
- 5º ai Campionati italiani juniores e promesse, (Bressanone), Getto del peso - 14,72 m[8]
- Argento ai Campionati italiani juniores e promesse, (Bressanone), Lancio del giavellotto - 64,29 m [9]
- 19º ai Campionati italiani assoluti, (Padova), Lancio del giavellotto - 54,77 m[10]

2008
- 4º ai Campionati italiani invernali di lanci, (San Benedetto del Tronto), Lancio del giavellotto - 66,94 m (assoluti)[11]
- Oro ai Campionati italiani invernali di lanci, (San Benedetto del Tronto), Lancio del giavellotto - 66,94 m (promesse)[12]
- 4º ai Campionati nazionali universitari, (Pisa), Lancio del giavellotto - 64,58 m[13]
- Argento ai Campionati italiani juniores e promesse, (Torino), Lancio del giavellotto - 64,22 m[14]
- Bronzo ai Campionati italiani assoluti, (Cagliari), Lancio del giavellotto - 70,04 m [15]

2009
- Bronzo ai Campionati italiani invernali di lanci, (Bari), Lancio del giavellotto - 64,11 m (assoluti)[16]
- Argento ai Campionati italiani invernali di lanci, (Bari), Lancio del giavellotto - 64,11 m (promesse)[17]
- Argento ai Campionati nazionali universitari, (Lignano Sabbiadoro), Lancio del giavellotto - 66,45 m[18]
- Bronzo ai Campionati italiani juniores e promesse, (Rieti), Lancio del giavellotto - 62,31 m[19]
- 9º ai Campionati italiani assoluti, (Milano), Lancio del giavellotto - 59,20 m[20]

2010
- 6º ai Campionati italiani invernali di lanci, (San Benedetto del Tronto), Lancio del giavellotto - 65,44 m (assoluti)[21]
- 5º ai Campionati italiani invernali di lanci, (San Benedetto del Tronto), Lancio del giavellotto - 65,44 m (promesse)[22]
- Oro ai Campionati nazionali universitari, (Campobasso), Lancio del giavellotto - 66,88 m[23]
- 4º ai Campionati italiani juniores e promesse, (Pescara), Lancio del giavellotto - 68,15 m[24]
- 5º ai Campionati italiani assoluti, (Grosseto), Lancio del giavellotto - 67,38 m[25]

2011
- 4º ai Campionati italiani invernali di lanci, (Viterbo), Lancio del giavellotto - 68,28 m[26]
- Oro ai Campionati nazionali universitari, (Torino), Lancio del giavellotto - 69,01 m[27]
- 6º ai Campionati italiani assoluti, (Torino), Lancio del giavellotto - 67,95 m[28]

2012
- 5º ai Campionati italiani invernali di lanci, (Lucca), Lancio del giavellotto - 69,13 m[29]
- 6º ai Campionati italiani assoluti, (Bressanone), Lancio del giavellotto - 67,84 m[30]

2013
- 4º ai Campionati italiani invernali di lanci, (Lucca), Lancio del giavellotto - 71,64 m[31]
- Argento ai Campionati italiani assoluti, (Milano), Lancio del giavellotto - 75,02 m [32]

2014
- Argento ai Campionati italiani invernali di lanci, (Lucca), Lancio del giavellotto - 71,17 m[33]
- 4º ai Campionati italiani assoluti, (Rovereto), Lancio del giavellotto - 73,18 m[34]

2015
- Bronzo ai Campionati italiani invernali di lanci, (Lucca), Lancio del giavellotto - 70,08 m[35]
- 4º ai Campionati italiani assoluti, (Torino), Lancio del giavellotto - 66,54 m[36]

2016
- Oro ai Campionati italiani invernali di lanci, (Lucca), Lancio del giavellotto - 77,94 m [37]
- Bronzo ai Campionati italiani assoluti, (Rieti), Lancio del giavellotto - 76,35 m[38]

2017
- Argento ai Campionati italiani assoluti invernali di lanci, (Rieti), Lancio del giavellotto - 72,97 m[39]
- Bronzo ai Campionati italiani assoluti, (Trieste), Lancio del giavellotto - 72,80 m[40]

2018
- Argento ai Campionati italiani assoluti, (Pescara), Lancio del giavellotto - 74,17 m [41]

## Altre competizioni internazionali
2007
- 10º nell’Incontro internazionale di lanci lunghi under 20 e under 23 Spagna-Francia-Germania-Italia, ( Murcia), Lancio del giavellotto - 58,17 m[42]
- 4º nella Coppa del Mediterraneo ovest juniores, ( Firenze), Lancio del giavellotto - 58,61 m[42]

2008
- 4º nell’Incontro internazionale di lanci lunghi under 20 e under 23 Germania-Francia-Italia-Spagna, ( Halle), Lancio del giavellotto - 67,01 m[43]

2009
- 6º nell’Incontro internazionale di lanci lunghi under 20 e under 23 Francia-Germania-Italia-Spagna, ( Venissieux), Lancio del giavellotto - 64,30 m[44]

2014
- 16º nella Coppa Europa invernale di lanci, ( Leiria), Lancio del giavellotto - 69,71 m[45]

2016
- 6º nella Coppa Europa invernale di lanci, ( Arad), Lancio del giavellotto - 74,80 m[46]